# Mimectatina meridiana
Mimectatina meridiana är en skalbaggsart som först beskrevs av Masaki Matsushita 1933.  Mimectatina meridiana ingår i släktet Mimectatina och familjen långhorningar.
Artens utbredningsområde är Taiwan. Utöver nominatformen finns också underarten M. m. ohirai.